# USS Skate (SS-305)
Lo USS Skate (hull classification symbol SS-305) fu un sommergibile della United States Navy, appartenente alla classe Balao. Entrato in servizio nel 1943, ricevette 8 Service star per il suo servizio durante la seconda guerra mondiale nel corso della campagna bellica nell'Oceano Pacifico. Terminò il conflitto con alle spalle 8 missioni di pattugliamento e un totale di naviglio nemico affondato pari a 11 navi tra cacciatorpediniere e navi cargo.

## Impiego operativo
Lo Skate fu impostato dal Mare Island Navy Yard di Vallejo, California, il primo agosto 1942. Varato nel marzo 1943 dalla madrina George P.Shamer, fu messo in servizio il giorno 15 del mese successivo. Il comando fu affidato al comandante E. B. McKinney.

### Primo pattugliamento (25 settembre - 29 ottobre 1943)
Partì da Pearl Harbor e si diresse verso l'isola Wake dove aveva il compito di svolgere anche un ruolo di protezione delle portaerei che lanciavano attacchi contro l'isola, sotto controllo giapponese. Durante questa missione il sommergibile fu più volte attaccato dagli aerei nemici, subendo bombardamenti e mitragliamenti che nell'ultimo caso portarono alla morte di un ufficiale. Lo Skate si espose in questo modo agli attacchi nemici nel tentativo di salvare gli aviatori abbattuti, salvandone sei in totale alla fine della missione.

### Secondo pattugliamento (15 novembre 1943 - 7 gennaio 1944)
Per questa missione partì da Midway per dirigersi nell'area dell'isola di Truk. Dieci giorni dopo la partenza avvistò gli alberi di 5 navi da guerra, lanciò una serie di siluri ma dovette immediatamente immergersi per evitare le cariche di profondità delle navi di scorta. Invece il 21 dicembre affondò con successo la nave cargo Terukawa Maru. L'ultima azione degna di nota per questa missione fu il danneggiamento della corazzata Yamato con un siluro.

### Terzo pattugliamento (  - 17 marzo)
In questa missione partecipò all'operazione Hailstone nell'area dell'isola Truk. La sera prima dell'inizio dell'operazione intercettò l'incrociatore leggero Agano, già precedentemente danneggiato dallo USS Scamp: lanciò tre siluri affondando definitivamente l'incrociatore che però si inabissò solo molto più tardi. Subito dopo il lancio dei siluri il sommergibele si immerse per evitare l'attacco da parte delle navi di scorta. Dopo aver compiuto la missione tornò a Pearl Harbor.

### Quarto pattugliamento (11 aprile -  )
Il quarto pattugliamento fu condotto nella zona delle Isole Bonin, dove lo Skate danneggiò gravemente una nave nemica e, in un attacco di superficie, distrusse un sampan nemico catturando tre prigionieri.

### Quinto pattugliamento (23 giugno - 7 agosto)
Partì da Midway e durante la sua missione intercettò un convoglio contro cui lanciò tre siluri, affondando il cacciatorpediniere Usugumo. Subito dopo fu costretto a immergersi per sfuggire al contrattacco nemico con cariche di profondità. Infine durante la sua missione affondò la nave cargo Miho Maru e la Nippo Maru, prendendo tre prigionieri.

### Sesto pattugliamento (9 settembre -  )
Partì da Pearl Harbor e si diresse verso le Ryukyu islands; in questa missione affondò la nave cargo Ekisan Maru, una piccola unità da pattugliamento e svolse il ruolo di ricognizione fotografica dell'isola di Okinawa. Questa volta dopo il suo ritorno a Pearl Harbor dovette dirigersi all'Hunters Point Navy Yard di San Francisco, California per una revisione.

### Settimo pattugliamento (11 aprile - 4 luglio)
In questa missione affondò con due siluri il sommergibile giapponese I-222 mentre ritornava al porto in emersione; il 12 giugno al largo della Penisola di Nanto affondò la Yozan Maru, la Kenjo Maru e la Zuiko Maru, tutte e tre navi cargo.

### Ottavo pattugliamento
Questo fu l'ultimo pattugliamento, il sommergibile infatti dopo essere partito il 5 agosto ebbe notizia della resa del Giappone e della fine della guerra, per cui dovette tornare a San Diego il 6 settembre.

### Destino finale
I suoi ultimi quattro mesi di vita operativa consistettero in operazioni di addestramento; il 21 maggio partì per l'atollo Bikini dove venne attuata l'operazione Crossroads in cui lo Skate svolse il ruolo di nave bersaglio. Non affondò, per cui fu rimorchiata a Pearl Harbor dove fu ispezionato. A San Francisco fu ufficialmente radiato e rimosso dall'elenco delle navi della Marina il 21 ottobre 1948.